# Matthew Teggart
Matthew Teggart (Banbridge, 8 gennaio 1996) è un ex ciclista su strada irlandese, attivo in formazioni UCI dal 2017 al 2023.

## Palmarès
- 2017 (An Post Chain Reaction, una vittoria)

3ª tappa An Post Rás (Newport > Bundoran)
- 2022 (WiV SunGod, una vittoria)

1ª tappa An Post Rás (Tallaght > Tipperary)

#### Altri successi
- 2021 (VC Villefranche Beaujolais)

John Beggs Memorial
Shay Elliott Memorial
- 2022 (WiV SunGod)

John Haldane Memorial
Des Hanlon Memorial
Darach McCarthy & Co. Solicitors Road Race - Newcastle West Wheelers
Navan R.C. - Meath Grand Prix
Noel Teggart Memorial
National Road Series Ireland

## Piazzamenti

### Competizioni mondiali
- Campionati del mondo

Doha 2016 - In linea Under-23: 105º
Bergen 2017 - In linea Under-23: ritirato

### Competizioni continentali
- Campionati europei

Plumelec 2016 - In linea Under-23: 77º
Herning 2017 - In linea Under-23: 68º
Glasgow 2018 - In linea Elite: 38º
Alkmaar 2019 - In linea Elite: ritirato
Trento 2021 - In linea Elite: ritirato
Monaco di Baviera 2022 - In linea Elite: 108º
- Giochi europei

Minsk 2019 - In linea: 89º